# Val Bregaglia

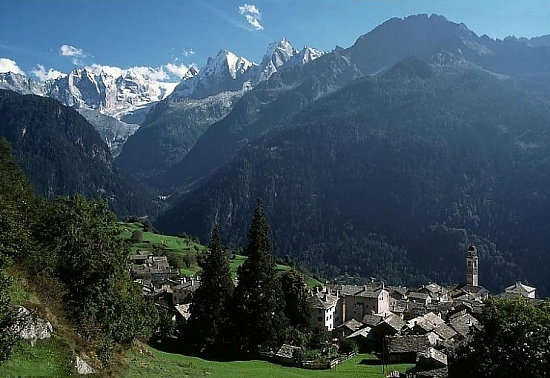
Bregaglia, Graubünden, Suiza: El pueblo de Soglio frente a las montañas Bondasca: Sciora,

Val Bregaglia o Valle Bregallia (en alemán: Bergell o Bergelltal). Valle alpino situado en los confines de Suiza con Italia, sus dos tercios septentrionales pertenecen al cantón suizo de los Grisones, el tercio meridional corresponde a la provincia italiana de Sondrio en la región de Lombardía.
Su centro geográfico se ubica aproximadamente hacia las coordenadas: 46°17′41″N 09°42′20″E / 46.29472, 9.70556

## Geografía
Se encuentra en el extremo suroeste del cantón de los Grisones, comienza en el paso de Maloja o Maloggia (1815 m s. n. m.) que le conecta con la Engadina, mientras que al suroeste ya en Italia, en la confluencia entre el Liro con el Mera cerca de la escotadura de Chiavena se comunica con la Valtellina.

En el Val Bregaglia, recorrido por el citado río Mera o Maira, se encuentran fuentes de tres importantes cuencas hidrográficas europeas: del Rin, afluente del Mar del Norte, del Danubio, afluente del Mar Negro y del Po, afluente del Mar Adriático.

## Cultura
El Val Bregaglia es uno de los pocos valles italófonos del cantón de los Grisones y por ende está incluido en la Suiza Italiana. Aquí se habla también un lombardo muy influido por el romanche. En la parte suiza la mayoría de la población es protestante, en la parte italiana la mayoría es católica.

## Economía
Como en la mayor parte de la región alpina, la economía actual se centra en el turismo.

## Principales localidades
En Suiza: Vicosoprano, Stampa, Bondo, Soglio, Castasegna.

En Italia: Villa de Chiavenna, Chiavenna.
- Datos: Q738671
- Multimedia: Val Bregaglia / Q738671